# Onuphis pectinata
Onuphis pectinata är en ringmaskart som beskrevs av Knox och Gilbert Henry Hicks 1973. Onuphis pectinata ingår i släktet Onuphis och familjen Onuphidae. Inga underarter finns listade i Catalogue of Life.